# 野中兼山

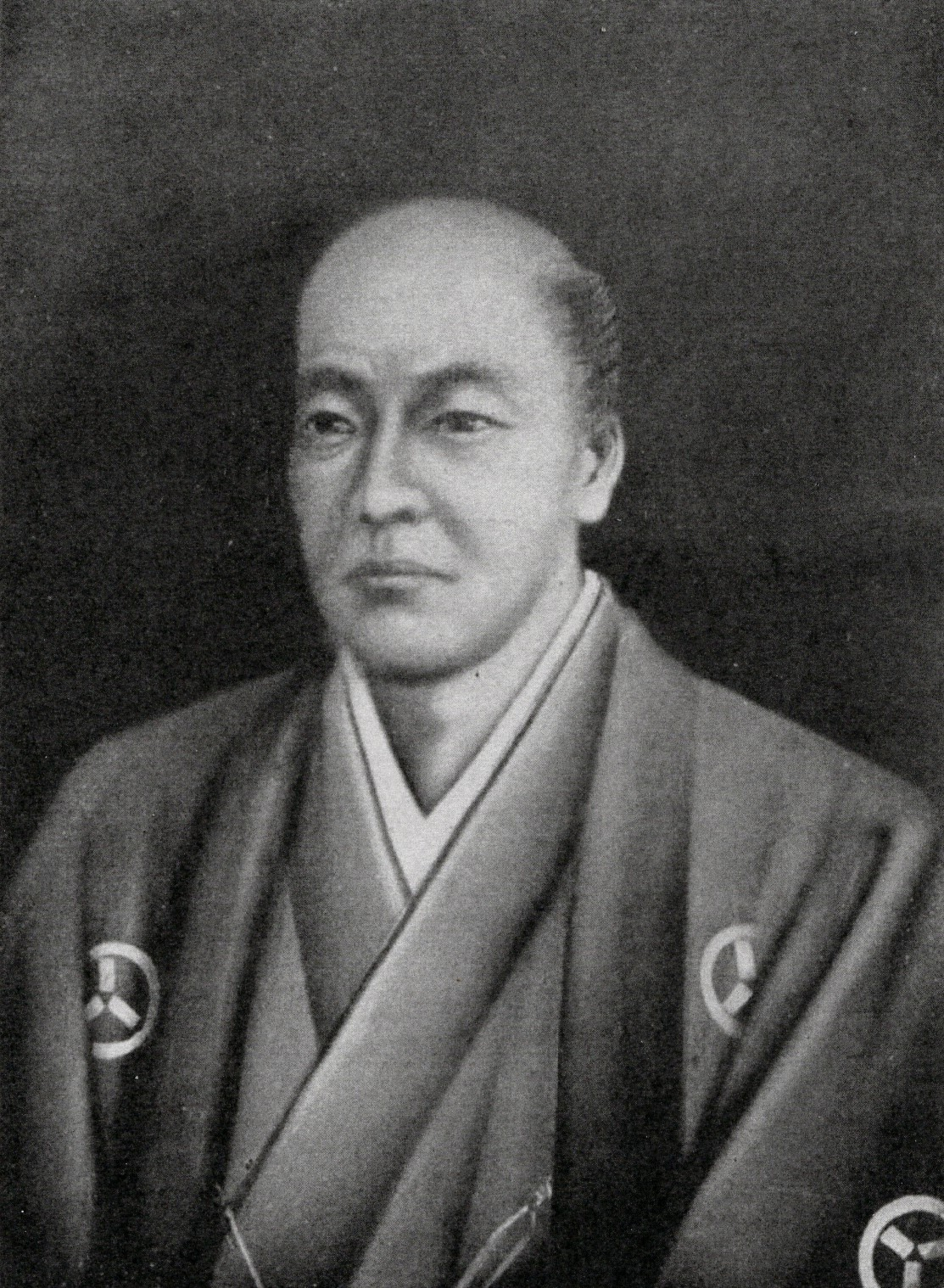
野中兼山

野中 兼山（のなか けんざん、元和元年1月21日（1615年2月18日） - 寛文3年12月15日（1664年1月13日））は、江戸時代初期の土佐藩家老、儒学者。谷時中に朱子学を学び、南学による封建道徳の実践に努めた。多くの改革で藩を助けたが、藩士の恨みや、過酷な負担を強いたことによる領民の不興を買い失脚。一族が絶えるまで家族全員が幽閉された。
諱は良継（よしつぐ）、一名は止、なお字を良継とする史料もある。通称は初め伝右衛門、主計、伯耆と改め、最後に伝右衛門に復した。幼名は左八郎、兼山は号で、後に高山と改め、致仕して明夷軒と号した。
灌漑、築港、社会・風教改革、各種産業の奨励など活動は多岐にわたる。

## 来歴
元和元年（1615年）、播州姫路に生まれる。

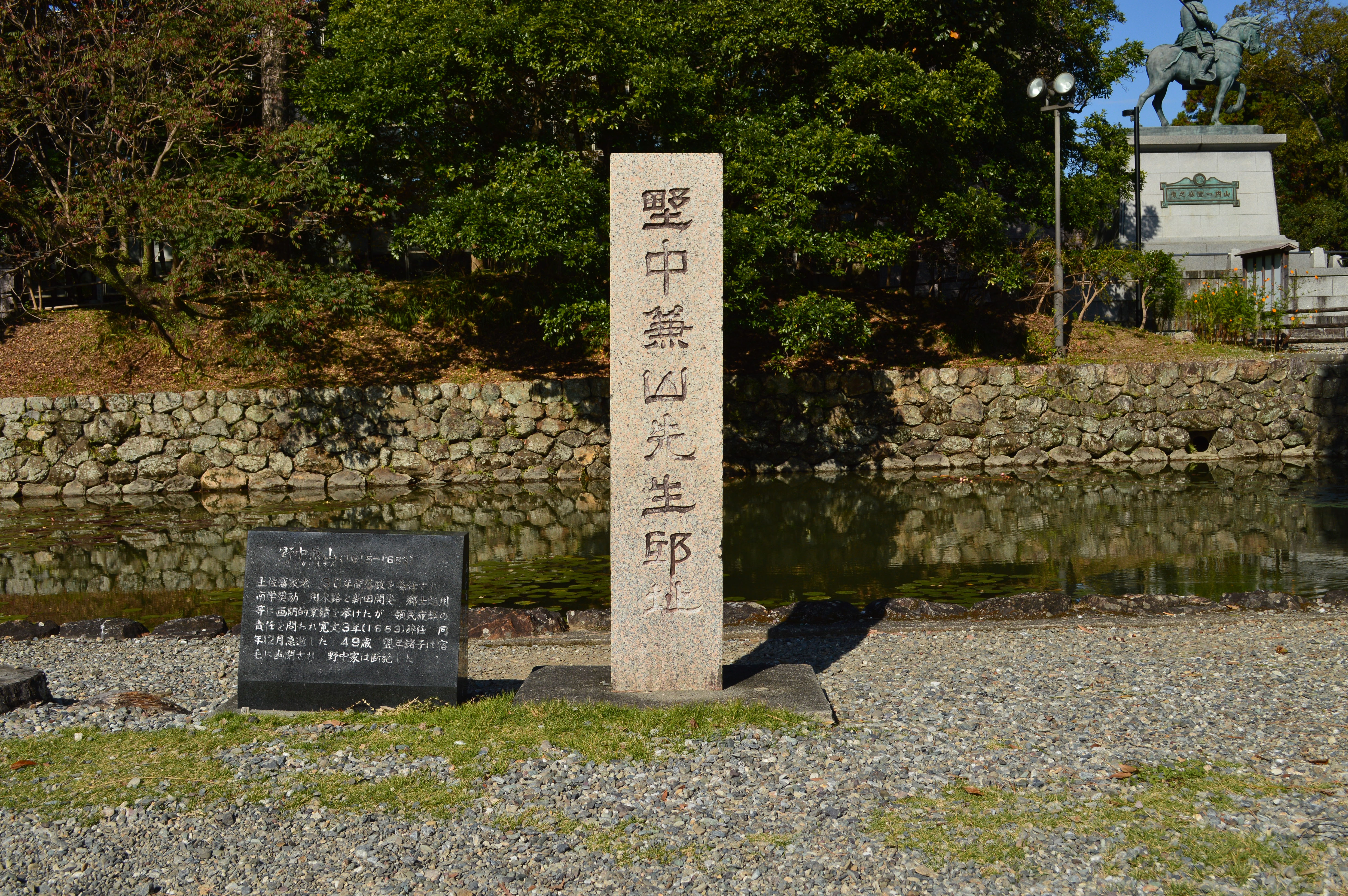
野中兼山邸跡

祖父・野中良平の妻は山内一豊の妹・合（ごう）で、父・良明は5000石を領していた。藩主・一豊は、良明に対して幡多郡中村2万9千石を与えると約束していたが、一豊の死後に反故にされたために浪人となっていた。兼山の母は大阪の商家の娘だった。父の死後、兼山は母とともに土佐に帰った。
寛永6年（1629年）頃、父の従兄弟で奉行職の野中直継の養子となったとされる。15歳で元服し、良継と名乗った。寛永8年（1631年）養父の直継とともに奉行職に任命される。寛永13年（1636年）養父の直継が病死すると野中家を継いだ。
藩主・忠義は、兼山に藩政改革を命じることになる。まず兼山は、堤防の建設、平野部の開拓で米の増産を進め、杉・檜を中心とする森林資源の有効活用を行い藩の財源に充てる。物部川に築いた山田堰による灌漑などで開発した新田は7万5千石にも達したという。和紙の材料となる楮栽培や鰹節づくりも奨励した。また、乱伐を避けるために輪伐制なども導入していた。築港も推し進め、藩内製品の諸国での販売を広める。また、身分にとらわれず郷士などを藩政改革にあてた。藩外からも植物、魚類などを輸入して藩内での育成に努めるなどした。また、捕鯨、陶器、養蜂などの技術者の移入も進めて殖産興業に取り組み、専売制の強化なども行った。これらの結果、藩財政は好転を進めていくことになる。一方で、過酷な年貢の取り立てや華美贅沢の禁止などで領民に不満は溜り、逃散する領民も出てきた。朝寝坊や、酒に酔って人前に出て罰金を課された者もいたほど風紀の取り締まりも厳しかった。また、郷士の役職への取り立てなどは上士の反発を買い対立を深めていった。

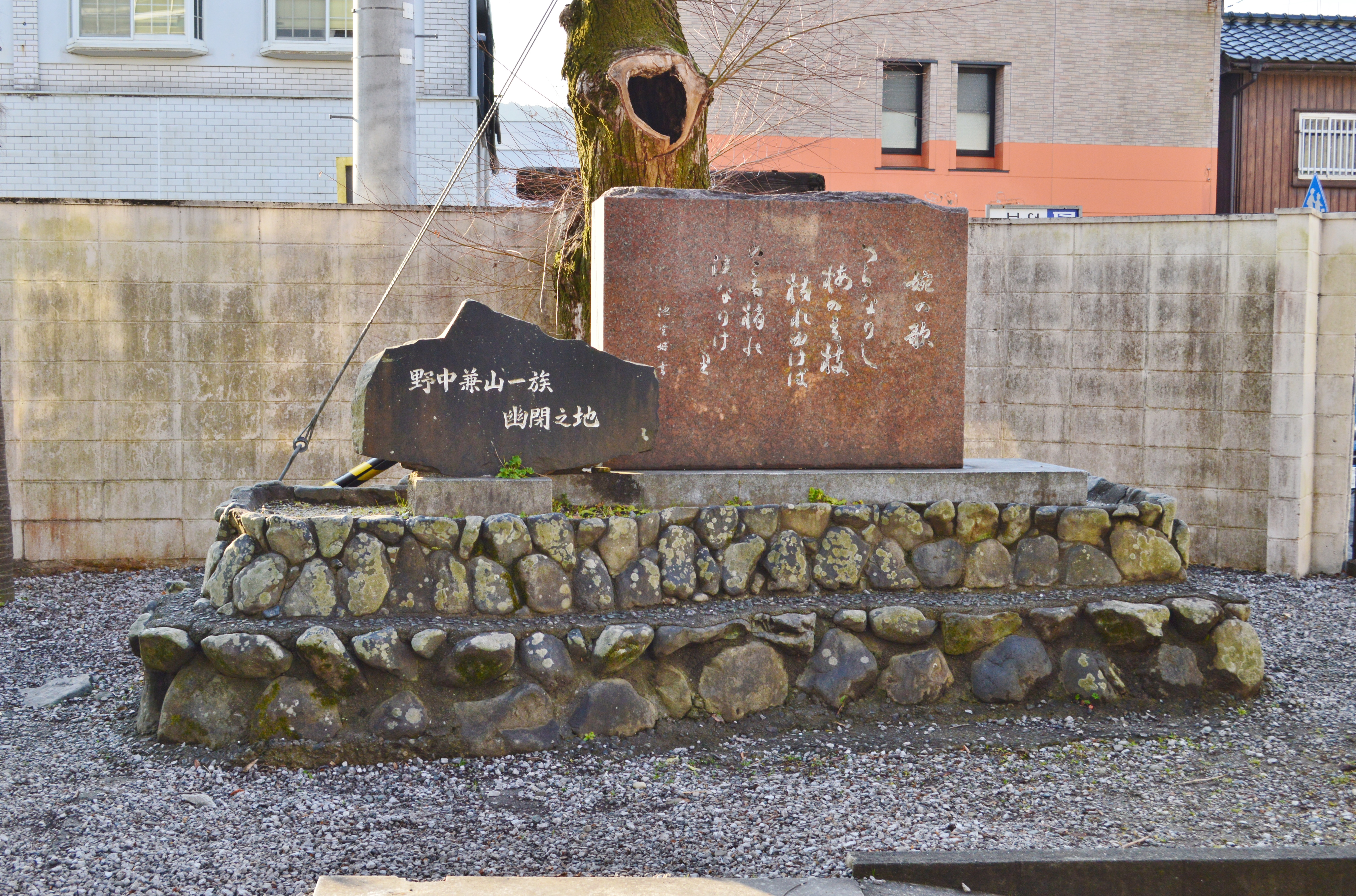
一族幽閉地（高知県宿毛市）

明暦2年（1656年）藩主忠義が隠居し、3代藩主に忠豊が就く。兼山は引き続き重用され、明暦3年には忠豊とともに江戸城で将軍（当時は徳川家綱）に拝謁する栄に浴した。だが寛文3年（1663年）、兼山の施政に不満を持つ孕石元政、生駒木工などが家老深尾出羽を通じて忠豊に弾劾状を提出。郷士を厚遇して藩士の困窮を顧みず、重い課役や専売制で農民や町人を苦しめた旨が挙げられた。忠豊は、叔父である伊予松山藩主松平定行と相談のうえ兼山を罷免した。この政変を「寛文の改替」と呼ぶ。
失脚した兼山は、思い入れがあった山田堰の工事指揮所近くに隠棲し、三カ月後に吐血して死去。宿毛に配流された家族への報復は過酷で、男系が絶えるまで幽閉が40年続いた。この間、女児も結婚を許されなかった。

## エピソード
- 垂加神道の山崎闇斎の先輩であり、放逐された闇斎を保護した。
- 儒教の定めを強く守り、同姓だった妻・市を離別した。母の死に際しも、儒葬（儒教による葬儀）を行い、禁教令の対象であった切支丹ではないかとの嫌疑を一時受けた[8]。
- 兼山の死後、民衆は密かに小祠を建てて神と崇めた。後に江戸幕府の許可を得て「春野明神」と公称し、明治初年の神仏分離によって「春野神社」となった。また、高知市内には五台山に野中兼山をまつる兼山神社がある[9]。
- 「念仏講」という組織を作り、積立金による丁重な葬儀を行わせた。四国は中世からハンセン氏病患者などの巡礼地であり、それらの遺体は粗略に扱われていたが、兼山はこれをも篤く葬らせた。天然痘患者の置棄（おきす）ても禁じ、儒教の精神により火葬を廃し、「棺郭の制」を定めて「厚板契締（あついたちぎりじめ）」の丁寧な棺箱に納めて土葬にさせた。
- 米の価格安定のため、土佐藩史上初めて、米価調節令による公定価格の提示を万治3年（1660年）5月2日に行っている[10]。
- 土葬推奨のための火葬廃止は上手く行かず、罪人を火葬とする掟を出すことで土葬の普及に成功した。以降、明治元年に藩外の人間が客死した際に遺骨を持ち帰るため、真宗寺山で火葬する事例が発生するまで、常人の火葬は異端とされた[11]。
- 「春兎通ったあとが百貫目」とは、ある人夫が仕事場を兎が一匹走り抜けたが仲間には黙っていて、休み時間にその話をしたところ仲間は仕事をやめて捕まえたのにと残念がった。その話を聞いた兼山が、そのことを仲間に言えば大騒ぎになり仕事も遅れたことだろうと感心をし、その人夫に褒美として山石百貫目の使役料を与えたことによるものである。
- 兼山執政時、土佐国では絹布を衣服に用いることがなかったが、寛文の改替以降の流行もあって、士挌身分と、多額の御用金を城に献上して届け出を出した富裕層のみ使用を許されるようになった。しかしその後、絹布の使用を巡っては何度か規制と解禁を繰り返したという[12]。
- 葬儀で参列者が嘆き悲しむ風習は土佐国に存在しなかったが、兼山は弔いに誠意がなく、慟哭こそが追弔の意を表すものと考え、葬儀で泣いた者に銀を与える「泣き賃」を導入した。泣きの風習は普及し、「泣きみそ3匁、もひとつ泣いたら5匁」という諺まで生まれたという[13]。
- 過酷な労役を行ったとされ、労働者たちは大便時しか休憩を許されず、大便と称してサボる者が続出したことから、役人を派遣して取り締まる事態にまで発展した。そのため労働者たちは、既存の排便に細工して新しい大便に偽装する抵抗を行い、後に、労働が堪えがたい場合に「古糞の皮を剥ぐ」という言葉が生まれた[14]。
- 慶安年間に尾張国から尾池義左衛門という人物を呼び寄せたが、義左衛門が土佐湾沖の鯨に着目して、親戚の尾池四郎右衛門を招聘し、直鯨船6艘を率いた捕鯨を行って、土佐国の漁師たちにも捕り方を伝授したという[15]。
- それまで土佐国に生息していなかった鯉を明暦元年に大阪から1万匹輸入し、藩内の河川に放流したが定着せず、3年後に大阪の業者に問い合わせ、同じく土佐国に生息していなかった鯰を同数輸入して放流することで定着化に成功した。それまで土佐国の人々は鯰を見たことがなく、城下郭中の組頭中の婦人方に回覧させたところ、城下の絵師や諸人が群衆となって見物しに来たという[15]。
- それまで土佐国に生息していなかったシラウオを、明暦年間に大阪から輸入して五台山 (高知市)の吸江湾に放流し、定着させた[15]。

## 土木事業

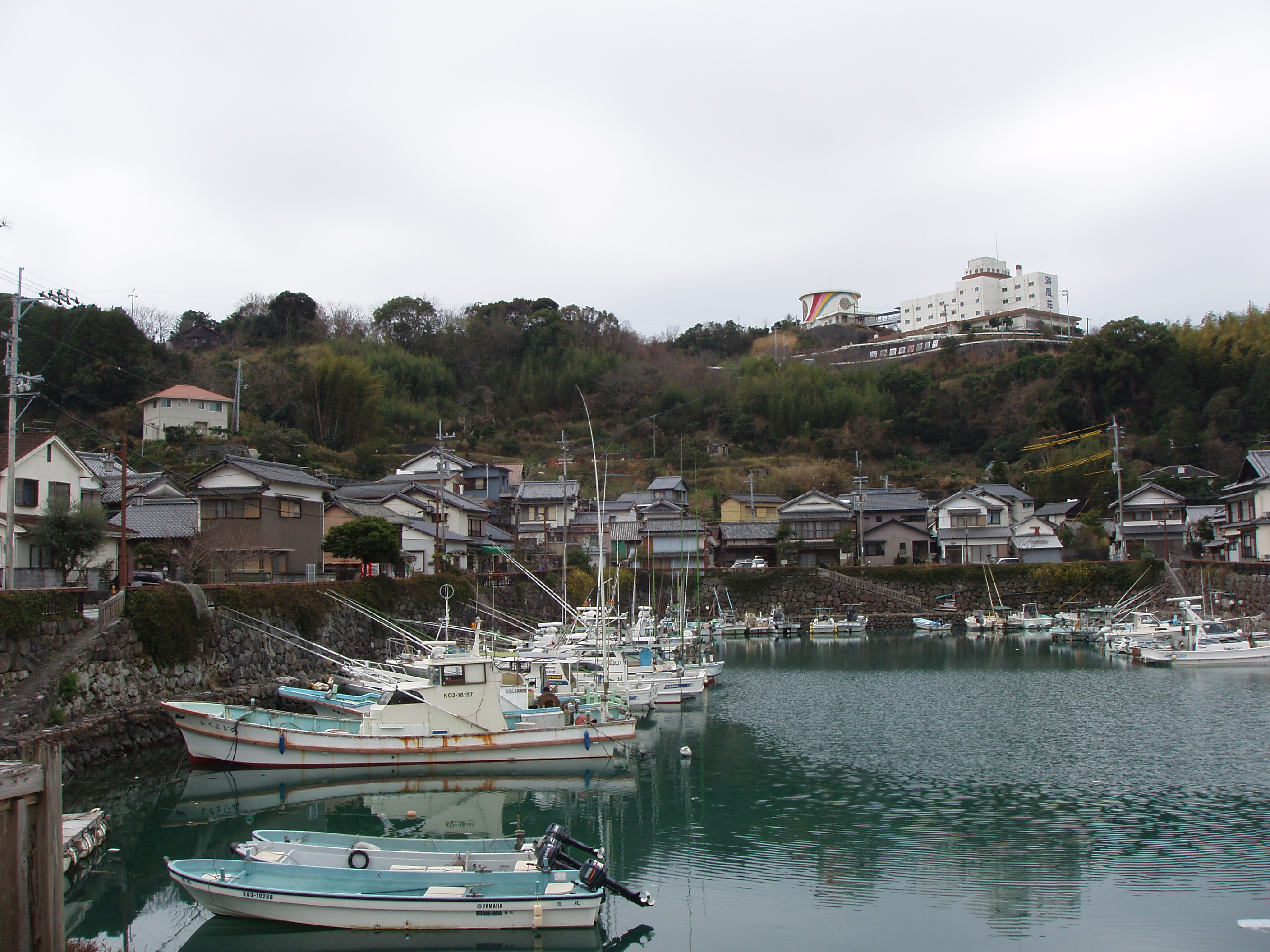
手結港（香南市）

- 兼山の功績は土木事業に多く、特に山田堰、柏島港、手結港等の優れた技術は高く評価されている。
  - 手結港は、日本最初の掘込み港湾として慶安3年（1650年）に着手して明暦元年（1655年）完工している。漂砂による港湾埋設を防ぐため内港まで細長い航路で結び、南側に長い突堤を設けた。当時の規模は、南北60間、東西27間、干潮時一丈。
  - 山田堰は、湾曲斜め堰として有名であったが、昭和48年（1973年）に上流に新たな堰ができ用済みとなり、昭和57年（1982年）に一部を除き撤去された。工事は寛永16年（1639年）に着手して25年後の寛文4年（1664年）に完成している。堰は、全長180間（324m）、幅6間（10.6m）、高さ5尺（1.5m）とあり築造には松材42800本、大石1100坪を用いたと言われている。
  - 津呂港は、岩礁の中の僅かな窪地を掘り上げる難工事の末に築いた避難港で、航海の難所である室戸岬を航行する船の海難を防ぎ、多くの人命を救ったとされる。
  - 四ヶ村溝は、中村平野にあった秋田村、安並村、佐岡村、古津賀村の4村の灌漑用水路として、四万十川支流の後川に、長さ160m、幅11ｍの井堰として築造された。現在でも水車が稼働している[16]。
  - 鎌田用水は、高岡平野の水田灌漑用に建設され、総延長は47㎞で、取水用に八田堰が築造された。これにより沼地部分の637haが水田として開発され、疎水は紙漉きにも活用された[17]。

- 土木事業の功績を伝えるため、手結内港に平成9年6月、地元有志により兼山の頌徳碑が建てられている。

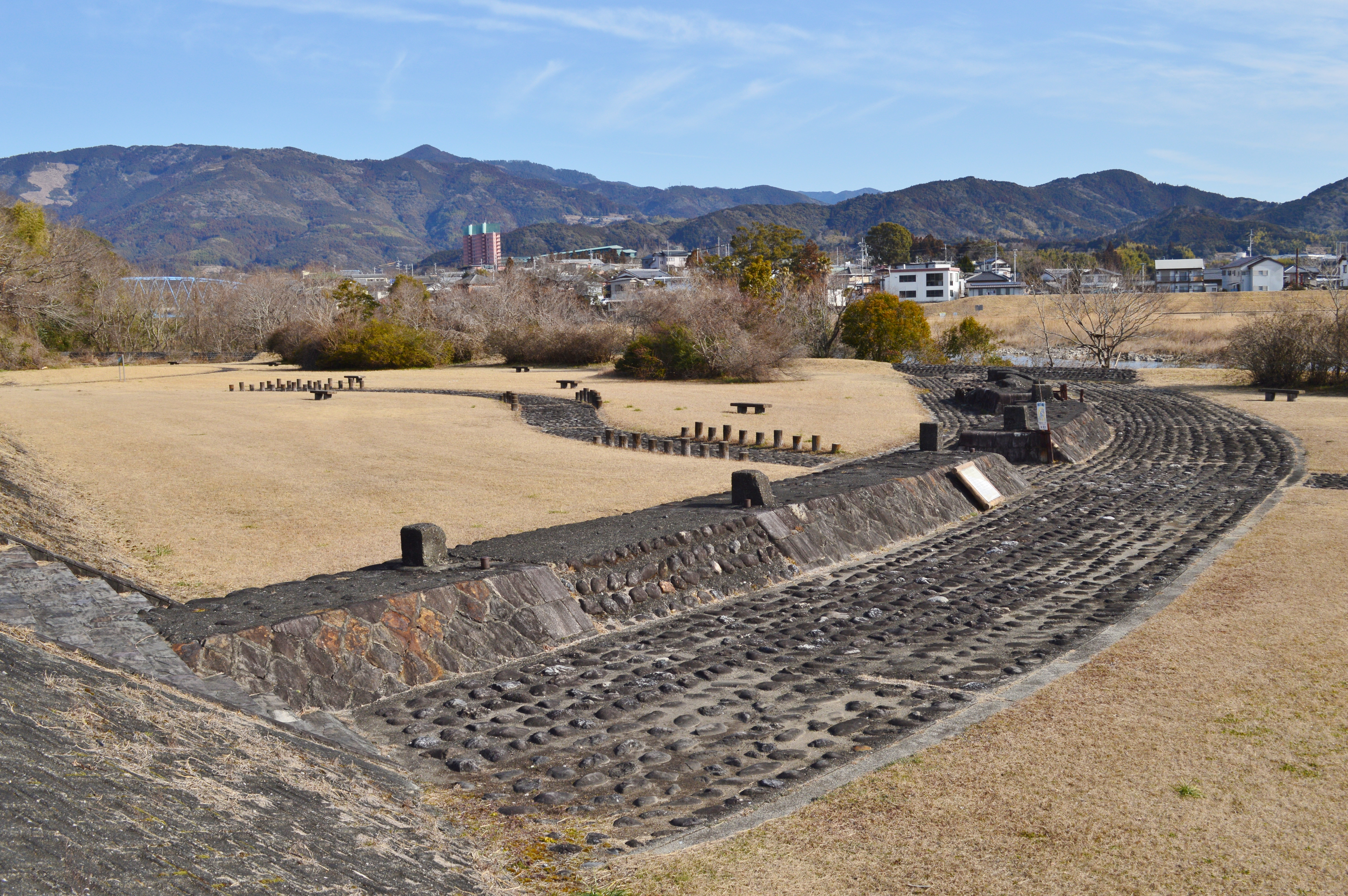
山田堰跡（香美市）
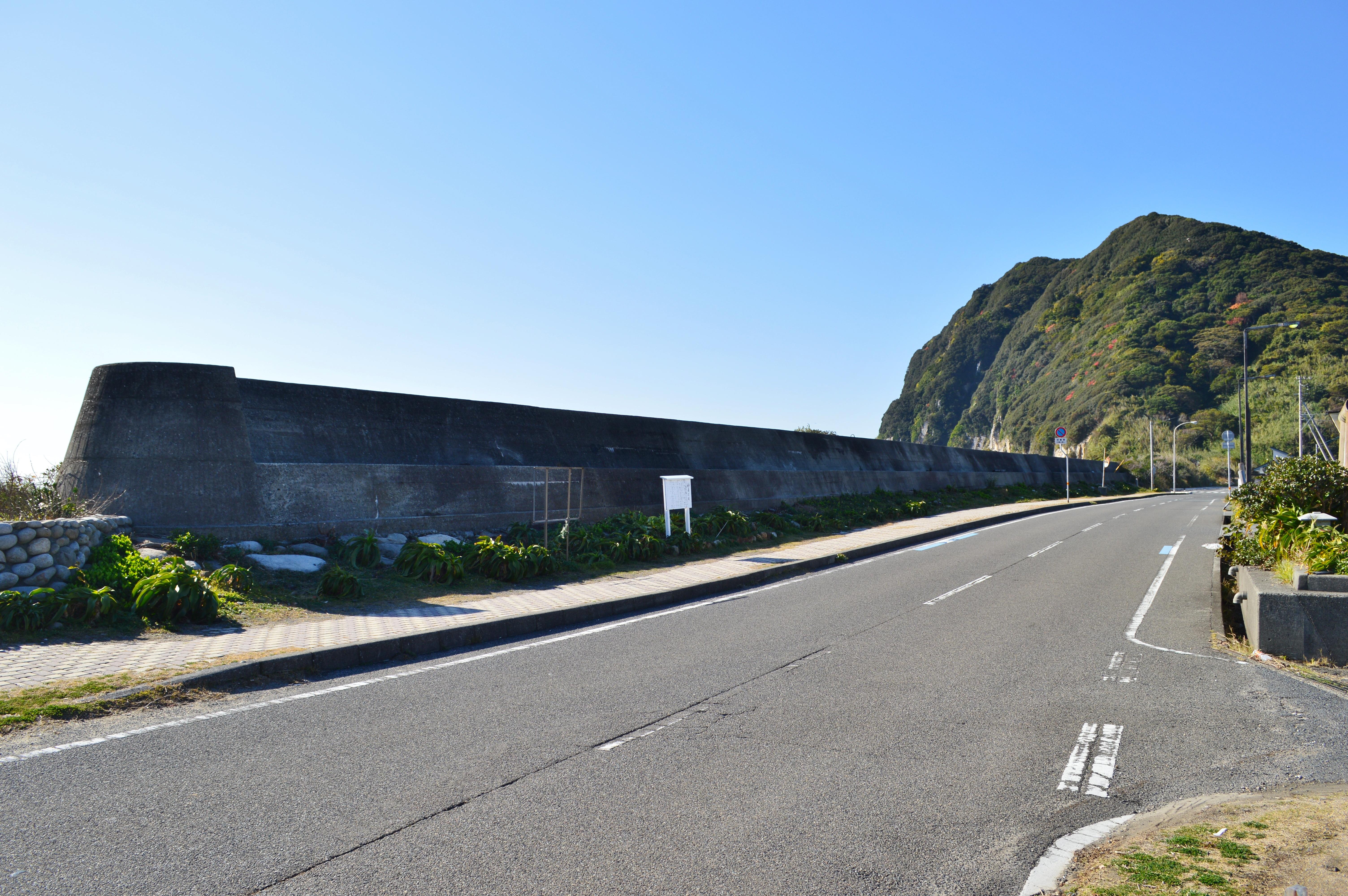
柏島石堤（大月町）

## 家族
- 実高祖父：野中道永（播磨国出身、のち美濃国大野郡三輪村伊尾に移住す）
- 実高祖母：美濃斎藤氏
- 実曾祖父：野中伯仙（1513年（永正10年） - 1585年9月7日（天正13年8月14日））
- 実曾祖母：衣斐氏（1530年（享禄3年） - 1596年10月12日（慶長元年8月21日））
- 実祖父：野中良平（権之進）（1549年（天文18年） - 1579年（天正7年5月））
- 実祖母：山内一豊の妹（俗名・合）
  - 実父：野中良明（勘解由）（1573年（天正元年） - 1618年（元和4年7月））
  - 実母：秋田氏（俗名　萬）、（1587年（天正15年）- 1651年5月23日（慶安4年4月4日））法名・直信院
  - 養父：野中直継（玄蕃）（1587年（天正15年） - 1636年12月15日（寛永13年11月18日））
  - 養母：山内可氏の女（1593年（文禄2年） - 1669年6月19日（寛文9年5月21日））法名・玄材院
    - 本人：野中良継（兼山）
    - 正室：野中直継の二女（1620年（元和6年） - 1699年8月4日（元禄12年7月9日））法名・栄順院
      - 長男：野中彝継（清七）（1649年（慶安2年） - 1679年7月20日（延宝7年6月13日））
      - 二男：野中明継（欽六）（1651年（慶安4年） - 1683年10月21日（天和3年9月2日））狂死
      - 三男：野中顧一郎
      - 四男：野中畏三郎
      - 五男：野中繼業（希四郎）（1658年（万治元年） - 1698年5月25日（元禄11年4月16日））
      - 六男：野中行繼（貞四郎）（1663年（寛文3年） - 1703年8月10日（元禄16年6月28日））自死
      - 長女：順
      - 二女：高木四郎左衛門室（俗名・米）（1647年（正保4年） - 1667年（寛文7年5月））
      - 三女：寛（1658年（万治元年） - 1729年（享保14年11月））
      - 四女：婉（1661年（寛文元年） - 1726年2月1日（享保10年12月30日））
      - 五女：将（1662年（寛文2年） - 1721年8月19日（享保6年7月27日））

## 史跡
- 「野中兼山遺族の墓」（高知県宿毛市桜町東福院墓地） - 1961年（昭和36年）宿毛市史跡指定[18]

## 兼山が登場する作品
小説
- 大原富枝『婉という女』（講談社、初版1960年） - 兼山四女「婉」の物語
  - 新版『婉という女・正妻』講談社文芸文庫、2005年。ISBN 4061984012
- 田岡典夫『小説野中兼山』（平凡社 全3巻、1978-79年）
- 宮﨑文敬・正木秀尚『もへぇ、稼業中』リーブル出版、2020年。ISBN 4863382863

映画
- 『婉という女』（ほるぷ映画 1971年5月、監督今井正）